# لری سلینکر
لری سلینکر (انگلیسی: Larry Selinker) زبان‌شناس بازنشسته در دانشگاه میشیگان و مدیر پیشین انستیتوی زبان انگلیسی این دانشگاه است. در سال ۱۹۷۲، سلینکر مفهوم زبان بینابینی را مطرح نمود که اساس آن کارهای قبلی پیت کوردر در مورد طبیعت خطاهای زبان‌آموز بود. کارهای کوردر و سلینکر اساس تحقیقات امروزی در فراگیری زبان دوم شد و زبان بینابینی به‌عنوان اصلی پایه در این رشته پذیرفته شده است.